# María Almuedo
María Almuedo Castillo (22 de septiembre de 1983) es una deportista española que compitió en remo. Ganó una medalla de bronce en el Campeonato Mundial de Remo de 2002, en la prueba de dos sin timonel ligero.

## Palmarés internacional
| Campeonato Mundial | Campeonato Mundial | Campeonato Mundial | Campeonato Mundial     |
| Año                | Lugar              | Medalla            | Prueba                 |
| ------------------ | ------------------ | ------------------ | ---------------------- |
| 2002               | Sevilla (España)   | Medalla de bronce  | Dos sin timonel ligero |